# Slowenische Unihockeynationalmannschaft der Frauen
Die slowenische Unihockeynationalmannschaft der Frauen repräsentiert Slowenien bei Länderspielen und internationalen Turnieren in der Sportart Unihockey. Sie konnte sich noch für keine Weltmeisterschaft qualifizieren.

## Platzierungen

### Weltmeisterschaften
| WM   | Austragungsort(e)           | Platz              |
| ---- | --------------------------- | ------------------ |
| 1997 | Mariehamn und Godby         | nicht teilgenommen |
| 1999 | Borlänge                    | nicht teilgenommen |
| 2001 | Riga                        | nicht teilgenommen |
| 2003 | Bern, Gümligen und Wünnewil | nicht teilgenommen |
| 2005 | Singapur                    | nicht teilgenommen |
| 2007 | Frederikshavn               | nicht qualifiziert |
| 2009 | Västerås                    | nicht qualifiziert |
| 2011 | St. Gallen                  | nicht qualifiziert |
| 2013 | Brünn, Ostrava              | nicht qualifiziert |
| 2015 | Tampere                     | nicht teilgenommen |
| 2017 | Bratislava                  | nicht qualifiziert |
| 2019 | Neuenburg                   | nicht teilgenommen |

## Trainer
- 2015-jetzt Nejc Sega